# Rheydt
Rheydt város volt Nyugat-Németország Észak-Rajna-Vesztfália tartományában. 1975. január 1. óta Mönchengladbach városrésze.

## Polgármesterei 1808–1974 között
- 1808–1823: Dietrich Lenßen
- 1823–1857: Johann David Büschgens
- 1857–1877: Carl Theodorf von Velsen
- 1877–1893: Emil Pahlke
- 1893–1901: Dr. Wilhelm Strauß
- 1901–1905: Dr. Karl August Tettenborn
- 1906–1920: Paul Lehwald
- 1920–1929: Dr. Oskar Graemer
- 1929–1930: Franz Gielen
- 1930–1933: Dr. Johannes Handschumacher
- 1933: Wilhelm Pelzer
- 1934–1936: Edwin Renatus Robert August Hasenjaeger
- 1936–1940: Heinz Gebauer
- 1940–1945: Dr. Alexander Doemens
- 1945: August Brocher
- 1945–1948: Dr. Carl Marcus
- 1948–1950: Heinrich Pesch
- 1950–1956: Johannes Scheulen
- 1956–1961: Wilhelm Schiffer
- 1961–1963: Dr. Friedrich Hinnah
- 1963–1964: Fritz Rahmen
- 1964–1969: Wilhelm Schiffer
- 1969–1974: Fritz Rahmen

## Nevezetes személyek
- Itt született  1897. október 29.-én  Joseph Goebbels náci propagandaminiszter (1933-1945),[1] illetve 1859. február 3.-án Hugo Junkers német mérnök.